# Sevenans
Sevenans is een gemeente in het Franse departement Territoire de Belfort en telt 794 inwoners (2005). De gemeente maakt deel uit van het arrondissement Belfort en sinds 22 maart 2025 van het kanton Châtenois-les-Forges. Voor die dag viel de gemeente onder het op diezelfde dag opgeheven kanton Danjoutin.

## Geografie
De oppervlakte van Sevenans bedraagt 2,0 km², de bevolkingsdichtheid is 397,0 inwoners per km².
De onderstaande kaart toont de ligging van Sevenans met de belangrijkste infrastructuur en aangrenzende gemeenten.

## Demografie
Onderstaande figuur toont het verloop van het inwonertal (bron: INSEE-tellingen).